# LAN
Lokalna računalna mreža odnosno područna mreža (eng. local area network, LAN) namijenjena je povezivanju računala i drugih mrežnih uređaja na manjim udaljenostima, npr. u okviru jednog ureda, zgrade, postrojenja ili kuće. LAN može imati do nekoliko stotina čvorova (umreženih uređaja) koji se u LAN spajaju putem specijaliziranih kabela velike podatkovne propusnosti (npr. UTP kabel) koji se priključuju na hub ili preklopnik. Komunikacija se odvija preko TCP/IP protokola. LAN omogućava dijeljenje podataka, uređaja kao i programa. LAN radi na najniža dva sloja OSI modela. Najčešći standardi koji se koriste su Ethernet, FDDI te Token Ring.
• Half-duplex
U mrežama koje koriste CSMA/CD (en. carrier sense multiple access collision detect) tehnologiju kao što je Ethernet, slanje podataka se izvodi tako da mrežni uređaj koji treba slati podatak prvo nadgleda ima li drugih uređaja u mreži koji šalju podatak. Ako to nije slučaj, uređaj počinje slanje podataka. Dva uređaja ne mogu slati podatke istovremeno, ako se to dogodi uređaj čeka određeno vrijeme za ponovno slanje podataka, što obični korisnik i ne primijeti. Što je više uređaja u LAN-u to je veća šansa da se dogodi kolizija, i to je razlog što se performanse Ethernet mreže smanjuju ako se broj uređaja na jednoj mreži poveća. CSMA/CD mreže ne mogu u isto vrijeme slati i primati podatke.
• Full-duplex
Preklopnici su omogućili istovremeno slanje i primanje podataka, tzv full-duplex način rada. S preklopnicima se je mogućnosti i brzina Ethernet LAN mreže povećala i unaprijedila. 100 Mbps Ethernet mreža može prebacivati 200 Mbps podataka, no samo 100 Mbps može ići u jednom smjeru.
Prijenos podataka u LAN mreži se dijeli na tri osnovne skupine: Unicast, multicast i broadcast.
• Kod unicast prijenosa jedan paket je poslan od izvora do odredišta na mreži. Izvorišni čvor adresira paket koristeći adresu koja će biti na odredištu, potom se paket šalje na mrežu, i konačno na odredište.
• Multicast prijenos podataka se sadrži od jednog paketa podataka koji se kopira i šalje na specifične podskupove uređaja na mreži. Izvor adresira paket koristeći multicast adresu, nakon toga kopira paket i šalje kopije svakom čvoru (korisniku) koji je dio multicast adrese.
• Broadcast prijenos podataka se sastoji od jednog paketa podataka koji se kopira te šalje svim čvorovima koji se nalaze u mreži. Tada se koristi broadcast adresa, te se nakon toga kopira paket koji se šalje svim korisnicima na mreži.